# Kovallmalmätare
Kovallmalmätare (Eupithecia plumbeolata) är en fjärilsart som beskrevs av Adrian Hardy Haworth 1809. Kovallmalmätare ingår i släktet Eupithecia och familjen mätare. Arten är reproducerande i Sverige. Inga underarter finns listade i Catalogue of Life.

## Bildgalleri

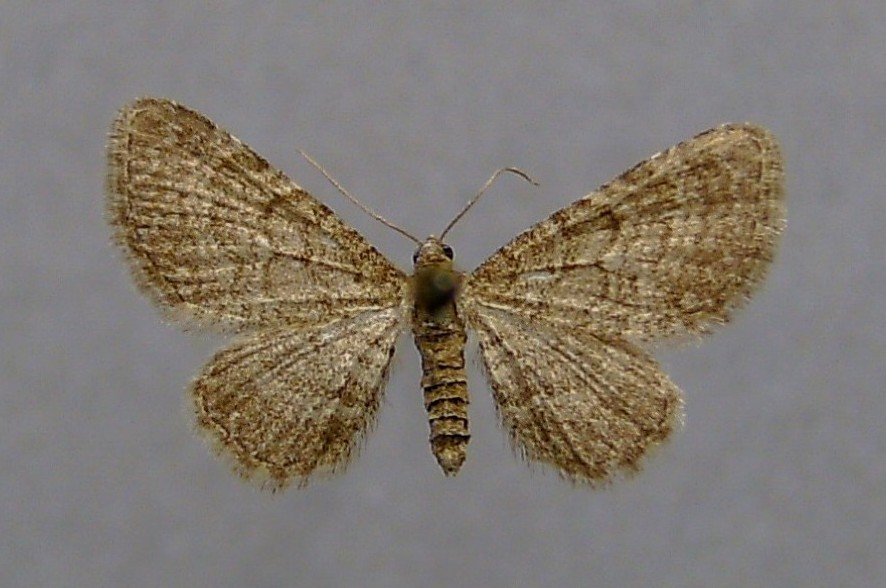
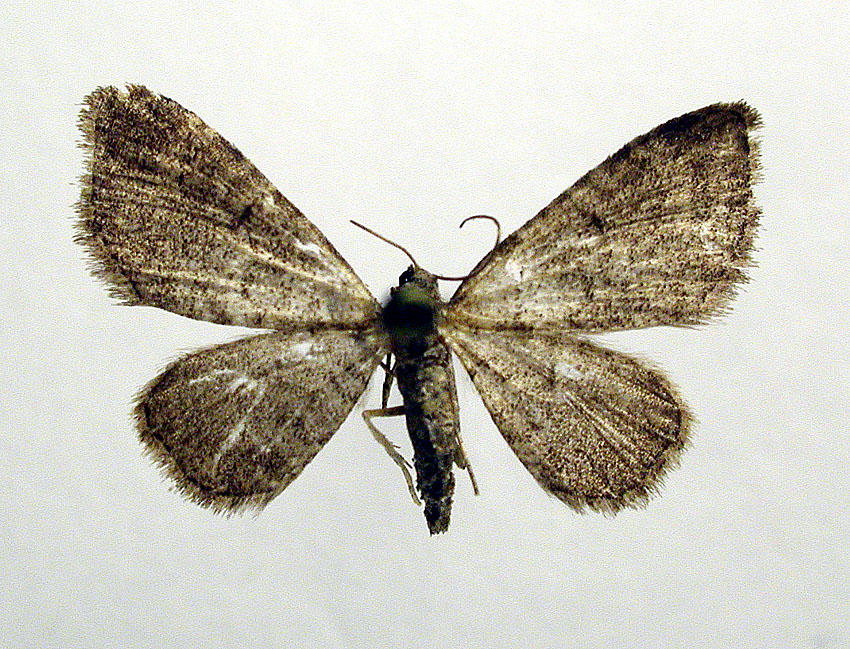
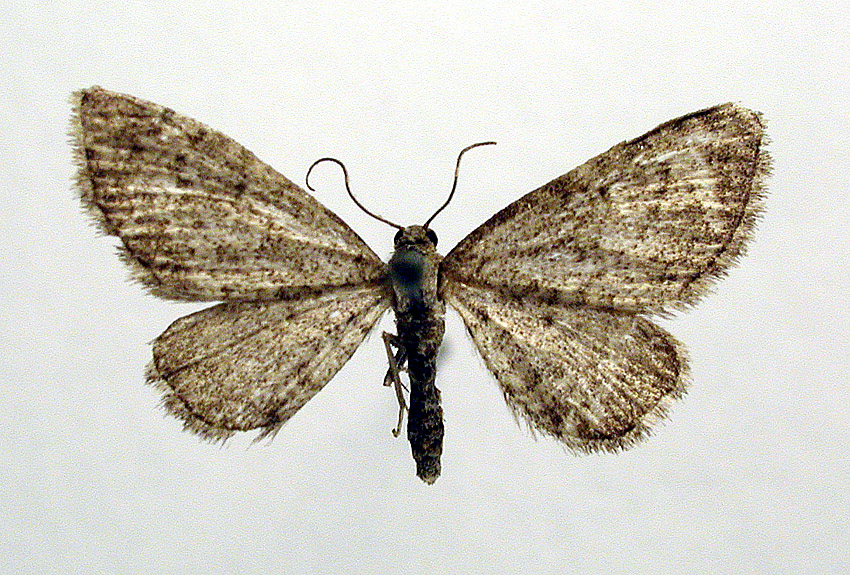
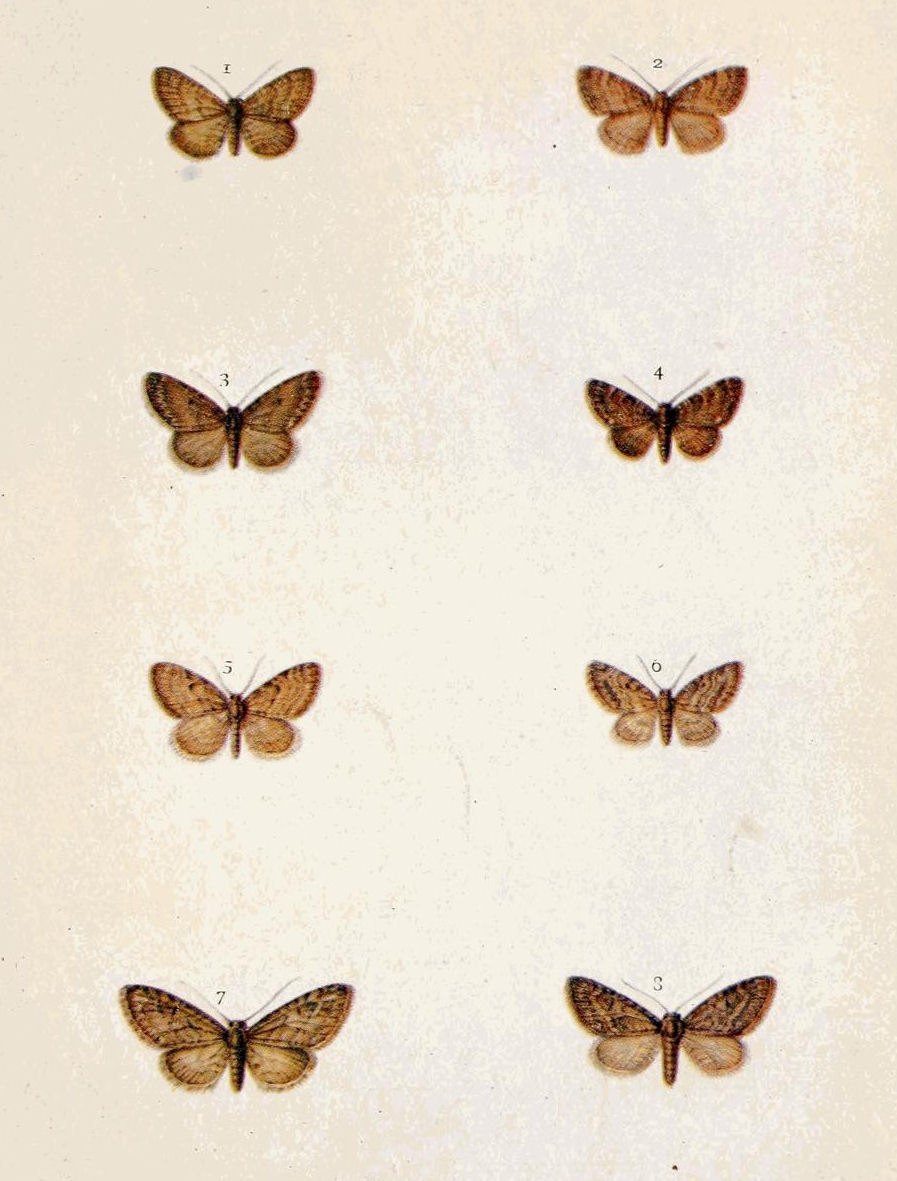